# Pawłowski V
Pawłowski V – niemiecki herb szlachecki, być może odmiana herbu Leliwa.

## Opis herbu
Juliusz Karol Ostrowski blazonuje herb następująco:
W polu błękitnym − pas poprzeczny złoty, nad którym gwiazda złota, a pod nim półksiężyc takiż. Nad hełmem w koronie trzy pióra strusie: złote między błękitnymi.
Istnieje rozbieżność w nazwie tego herbu u Ostrowskiego – autor w części I swojej książki (wizerunki herbów) nazywa ten herb Pawłowski V, natomiast w części II (opisy herbów) – Pawłowski IV.

## Najwcześniejsze wzmianki
Herb rodziny Pawłowskich de Rosenfeld, którzy 13 maja 1800 mieli otrzymać szlachectwo Świętego Cesarstwa. Według Ostrowskiego mogli oni być gałęzią Leliwitów Pawłowskich osiadłych na Śląsku i w pomorskiem (zobacz herb Pawłowski III).

## Herbowni
Herb ten był herbem własnym, więc przysługiwał tylko jednemu rodowi herbownych:
Pawłowski.